# Hlodáš

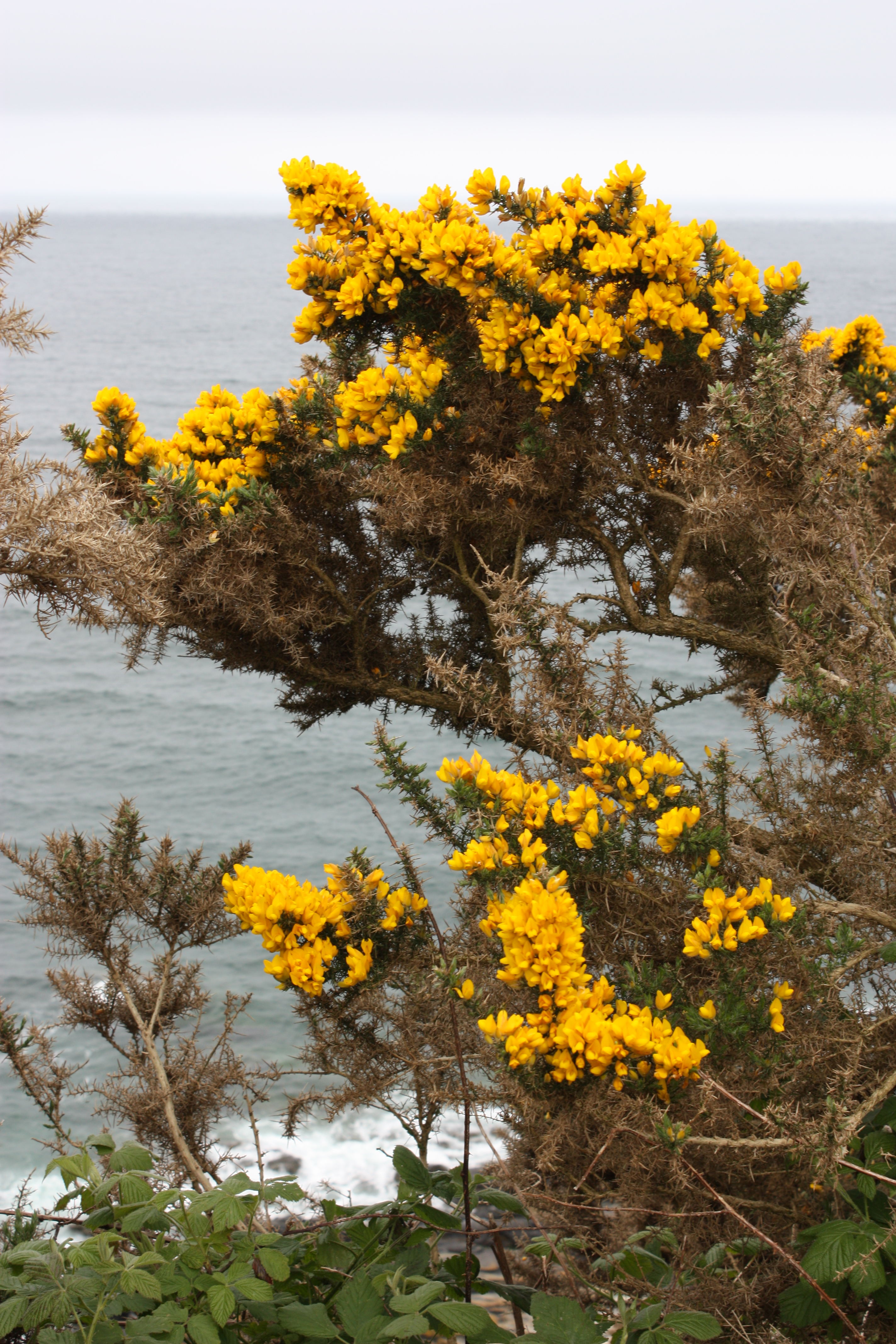
Hlodáš evropský (Ulex europaeus)

Hlodáš (Ulex) je rod rostlin z čeledi bobovité. Jsou to trnité keře se zelenými větévkami a redukovanými listy. Kvetou žlutě. Vyskytují se v počtu asi 9 druhů ve Středomoří a západní Evropě. V České republice je občas pěstován jako okrasný keř hlodáš evropský, výjimečně i jiné druhy.

## Popis
Hlodáše jsou hustě větvené keře s četnými pichlavými trny vzniklými přeměnou listů a větévek. Listy jsou redukované, jednoduché, ztrnovatělé nebo šupinovité, a jejich asimilační funkci přebírají zelené větévky. Pouze na klíčních rostlinách a velmi bujných prýtech se objevují i trojčetné listy. Květy jsou žluté, jednotlivé nebo po 2. Kalich je vytrvalý, hluboce dvoupyský, nažloutlý až žlutý, asi stejně dlouhý jako koruna. Tyčinky jsou jednobratré. Plody jsou krátké malé pukavé lusky obsahující po několika semenech.

## Rozšíření
Rod hlodáš zahrnuje asi 11 až 13 druhů. Je rozšířen v západní části Středomoří včetně severní Afriky a v západní atlantské části Evropy. Na sever zasahuje až po Holandsko a Britské ostrovy. Nejvíce druhů se vyskytuje na Pyrenejském poloostrově. V České republice se žádný druh přirozeně nevyskytuje, pouze vzácně zde zplaňuje pěstovaný hlodáš evropský.

## Taxonomie
Některé druhy hlodášů byly dříve řazené do rodu Stauracanthus. Vymezení druhů není úplně jednotné a některé taxony bývají pojímány také jen jako poddruhy.

## Obsahové látky
Semena hlodáše evropského obsahují jedovatý alkaloid ulexin, rostliny samotné však mimo semen jedovaté nejsou.

## Zástupci
- hlodáš evropský (Ulex europaeus)
- hlodáš malokvětý (Ulex parviflorus)
- hlodáš nízký (Ulex minor)
- hlodáš stříbrný (Ulex argenteus)

## Význam
Některé druhy hlodáše jsou zřídka pěstovány jako bizarně otrněné okrasné keře zajímavého vzhledu. V České republice se nejčastěji pěstuje hlodáš evropský. Byly vypěstovány i různé kultivary, např. s plnými květy. Řidčeji se pěstuje také drobný druh hlodáš nízký (Ulex minor). V přímořských zemích se hlodáš používá ke zpevňování písečných dun.

## Pěstování
Hlodášům se daří v kyselé půdě a vyžadují plné slunce. Lze je použít např. na vřesovišti nebo na skalce. Výhony v zimě někdy vymrzají až k zemi, na jaře však znovu obrážejí. Množí se výsevem předem nabobtnalých semen, k rozmnožování kultivarů se používá řízkování.